# 都岐沙羅柵
都岐沙羅柵（つきさらのき/つきさらさく/ときさらのき/ときさらさく）は、古代日本の城柵の一つ。西暦658年前後に、現在の福井県敦賀市から山形県庄内地方の一部までの範囲に相当する「越国」に置かれていたことが知られるのみで、正確な所在地と設置年・廃止年は不明である。

## 概要
『日本書紀』斉明天皇4年（658年）7月4日条に、蝦夷が多人数で岡本宮に来訪し、官位と物資を与えられたことが記されている。このとき朝廷側の官吏も賞を与えられ、都岐沙羅柵造は位2階（小乙下）、その判官が位1階（立身）を授けられた。これが都岐沙羅柵に関する唯一の記録である。
蝦夷の来訪は阿倍比羅夫北航の成果であり、都岐沙羅の柵造と判官はそこで何らかの役割を果たしたと推測できる。都岐沙羅柵が日本海側で当時の越国にあったこともわかる。しかしそれ以上のことは不明である。

## 所在地に関する諸説
所在地については現在の新潟県にあった渟足柵と磐舟柵の中間、新潟県と山形県の境界付近の山形県鶴岡市鼠ヶ関（念珠ヶ関）がある。しかし高橋富雄は「都岐沙羅柵を念珠関の前身と考える説についてであるが、これも事実に照らしてみて可能性が希薄である。」とも述べている。（高橋富雄　石船柵おぼえがき　東北学院大学東北文化研究所　東北学院文化大学研究紀要 通号2　1970年（昭和45年）ｐ24）。山形県庄内平野の最上川河口付近、同県鶴岡市木野俣、秋田県の由利地方など諸説ある。また磐舟柵（磐舟柵を参照）の別名とする説もあるが、いずれも積極的根拠を持たない。
『山形県史』には「鼠ヶ関から山北町地内北部が適地。鼠ヶ関の湊津は評価」とあり、『新潟県史』は「『山形県史』にみられるように鼠ヶ関付近説が定説化。位置については磐舟柵以北の日本海沿岸地域」としている。
高橋崇は「新潟県・山形県境あたりか」とし、工藤雅樹は「都岐沙羅柵は山形県と新潟県の境にある念珠ヶ関説が有力だが、確証はない。念珠ヶ関が機能を果たしたのは、越後国と出羽国の国境としてであるから、出羽国成立以前のこととして、念珠ヶ関の一が柵を置く地点として意味があったかどうかは疑問がある。この時期の日本海側の柵は、川が海に注ぐ地点付近にあるということが都岐沙羅柵においてもあてはまるなら、新潟県北部あるいは山形県庄内地方のいづれかの地域の河口付近を考えてもよいであろう。」と記している。（工藤雅樹　『古代蝦夷の考古学 蝦夷と東北古代史 東北考古学・古代史学史』　吉川弘文館　1998年　p80　国立国会図書館デジタルコレクション　２７６/７３２）
。渡部育子は「『山形県史』の見解はおおむね妥当」としている。新野直吉は「都岐沙羅柵は勝木・府屋などの地も充分に柵的基地の所在地たり得る。」としている。
また、山形県の長井市史第一巻には「七世紀後半の日本海岸側のヤマト朝廷の動きを見ると、日本海岸にそっての「エミシの国」の征服が極めて積極的に始められた。」「ヤマト朝廷の「エミシ国」の征服・北進は太平洋岸や内陸より一歩おくれていた。」「大化の改新」を契機に積極化した。信濃川河口に淳足の柵がつくられ、翌年は荒川河口に磐舟の柵が作られる。」「六五八年に新潟県と山形県の県境の都岐沙羅の柵まですすむ。」と記され、「出羽国建設前後の地図」には、〇淳足柵６4７、〇磐舟柵６4８、新潟県と山形県境の新潟県側に、○都岐沙羅柵658(p404)と示されている。第一巻のあとがきには、「第一編の原始(佐藤正四郎)・古代・中世（竹内市太郎）の執筆に当たっては　柏倉亮吉、小林達雄、加藤稔、川崎利夫の諸先生から多大の御指導を賜りました。」(p1001)と大学教授らの指導の旨が記されている。(長井市史 第1巻 (原始・古代・中世編) 長井市　1984年　p404～405・p1001　国立国会図書館デジタルコレクション219、517 / 522コマ）
在野研究家の伊藤國夫は「中条町の「塩津」という大字の中に、「伊夜日子神社」という神社が現存する。 この神社の付近が「都岐沙羅柵」があった所在地であると考えている。」とし、その理由として、「倭妙類聚抄の足羽の項に「淳足石船二柵之間一斉明四年紀有二都岐沙羅柵一其地未レ詳」との記述があることをあげている。また、「私の書いた論文に対して、木村尚志氏から公開質問状が出された」とあり、その補足説明として「四、倭名類聚抄による立証　倭妙類聚抄（京都大学文学部編）の中に、「淳足石船二柵之間斉明四年紀有都岐沙羅柵」と明記されてある。この事実は、和妙類聚抄の五一九頁上段右から三行目に明記してある。よくご覧いただきたい。」と記している。（伊藤國夫　塩津潟は塩の道　塩津潟の由来と都岐沙羅柵　新潟日報事業者　2003年　初版第１刷　ｐ301・P342・P344）
倭名類聚抄原文には“倭名類聚抄巻第七　越後国第百一　頚城郡（頚の原本は至・頁）（郷名略）三島郡（郷名略）魚沼郡（郷名略）蒲原郡加牟波良(郷名略)　磐舩郡（磐の原本は舟・又・石）　佐伯　山家　利波　坂井　餘戸。沼垂郡　足羽安須波　沼垂奴多利　賀地加知”とあるだけで、都岐沙羅柵のことは書かれていない。（諸本集成　倭名類聚抄（和名第七　二十四）源順/著　京都大学文学部国文学研究室/編　臨川書店1968年p640　新潟県立図書館所蔵）
伊藤國夫が根拠としているのは、邨岡良弼の「諸本集成倭名類聚抄外篇　日本地理志料　和名類聚抄國郡郷里部箋注」つまり「日本地理志料」のことで、倭妙類聚抄そのものではない。　濱田 敦が同書開題(p1)に、「平安中期に源順がつくった倭名類聚に広略二本がある。狩谷棭斎が明治12年に上梓した略本十巻の箋注がある。明治36年に邨岡良弼が箋注に欠けている広本二十巻の国郡・郷里部を補った「日本地理志料」を出版した　。それを昭和41年臨川書店が複製再刊（要約）」と記している。

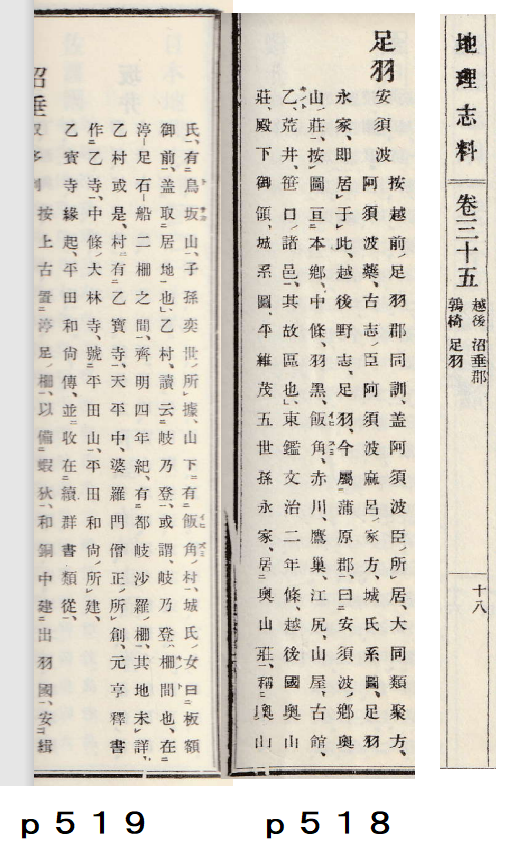
邨岡良弼「」諸本集成倭名類聚抄 外篇 日本地理志料 和名類聚抄國郡郷里部箋注

日本地理志料原文には、「乙村、讀云ニ岐乃登一、或謂、岐乃登ㇵ柵間也、在ニ渟足岩船二柵之間一、斉明四年紀、有二都岐沙羅ノ柵一、其地未レ詳、」とある。「諸本集成倭名類聚抄　外篇　日本地理志料　和名類聚抄國郡郷里部箋注」京都大學文學部國文學研究室/編　臨川書店刊　昭和56年(1981年)再版二刷 ｐ519新潟県立図書館所蔵 」邨岡良弼
これは「乙村、読みて岐乃登と云う。或いはいう。岐乃登は柵間（キノト）だ。淳足―岩船二柵の間に在る。　斉明四年紀に都岐沙羅ノ柵が有る。其の場所はまだ詳しくはわからない。」となる。
伊藤國夫は「淳足石船二柵之間斉明四年紀有都岐沙羅柵」と記している。この通りに読めば、「淳足石船二柵之間に斉明四年紀の都岐沙羅柵が有る」と読めるが原文とは程遠い。比較すると「在ニ淳足石船二柵之間一、」と、大事な「在」や「、」を抜いている。
大沼 浩が、「倭名聚抄の記事を確かめることはできない。」と記したのは。「倭名類聚抄ではない」ことを示唆したのであろう。伊藤國夫はなぜ邨岡良弼の「諸本集成倭名類聚抄外篇　日本地理志料　和名類聚抄國郡郷里部箋注」とはせず、「倭名類聚抄に記されている」としたのか。また、なぜ「在淳足岩船間」の「在」と「、」などを消して紹介したのかは記載されていない。
2008年（平成20年）に新潟県立歴史博物館・北海道開拓記念館・東北歴史博物館が合同開催した企画展『古代東北世界に生きた人びと-交流と交易-』の展示図録では、新潟県内の城柵・官衙として渟足柵・磐舟柵と考えられる新潟市沼垂と村上市岩船の位置に赤印がつけられ、さらに北上した県境の新潟県村上市府屋付近に都岐沙羅柵と考えられる赤印がつけられている。（詳細は府屋を参照。）
アイヌ語地名の研究家山田秀三によれば、ト・キサラ（沼の耳）は北海道のアイヌ語地名としてよくあるもので、沼の一部が耳のように湾入した地形を指す。そこを要害として柵を設けたのではないかとしている　なお、シンポジューム『北方の古代文化』で「山田：都岐沙羅、これをアイヌ語で読みますとトキサラ。　鈴木：これを現代のアイヌ語でやってもあまり意味がない事もありますね。アイヌ語をこの時代の形まで復元できるかのかどうかという問題もあるので……。　山田：それはむずかしい。　浅井：現代語と共通するのは数個ですね。　鈴木：あるいはこの時代のエミシ語が、今のアイヌ語の中で消滅しているアイヌ語をどれくらい復元できるかというのはいかがですか。　山田：それは今だってアイヌ語に地方的な方言がたくさんあるんですし、今日の話題の時代とは年代が1000年は違うでしょう。きのうはいろいろ言いましたけど本当はずいぶんとおっかないのです。だからわからない。読めない方が当たり前なんじゃないかと思います。」と山田秀三・鈴木武樹　浅井 亨の討論が記載されている。（新野直吉・山田秀三編『北方の古代文化』　シンポジューム『北方の古代文化』毎日新聞社 1974年　P256　山田秀三・鈴木武樹　浅井 亨他）
更科源蔵は「音更町にトキサラという土地があって、トキサラとは沼のわきに耳キサラのような小沼のついた地名をさすのである」と記し、山田秀三とは異なる地形を示している。更科源蔵　『北海道伝説集』　楡書房　1955　P161　国立国会図書館デジタルコレクション　９２/１５７コマ）
一方キサラは、kisar キサﾗ 【kisar】 葦（あし）原、（出典：萱野、方言：沙流）とある。（国立アイヌ民族博物館アイヌ語アーカイブ2024年5月19日閲覧） (nam.go.jp)
また、知里真志保は「kisar,－a 　キさㇽ　耳。地形では耳のように突き出ている部分。→ to-kisar.  [<key　(頭）]  sar(尾)？] 」と記し(p49）、to-kisarでは「とキサㇽ　原義　沼耳；沼の奥が耳のように陸地に入りこんでいる部分」とし、「トカチ国　オオツ村（ユウント（勇洞沼）」と記した沼の図を示し、入り組んだ沼の耳の形の部分に、to--kisar　の手書き文字を入れている。(p130）（知里真志保『地名アイヌ語小辞典　北海道出版企画センター』　2004年復刻版7刷　p49・p130）このように、キサル、ト・キサラは山田秀三の説明のほかに、北海道の地方によって解釈が異なっている。
なお、山田秀三は「アイヌ語でトキサラは沼の耳とし、日本書紀にもある沼はヌミの意で“　”要塞”に使われたのでは」としているが、アイヌが要害として沼を利用していたということや、トキサラはアイヌ語が先か、古代都岐沙羅柵周辺の現地住民語が先なのかの記述はない。